# Tripyla salsa
Tripyla salsa är en rundmaskart. Tripyla salsa ingår i släktet Tripyla och familjen Tripylidae. Inga underarter finns listade i Catalogue of Life.